# トーマス・アーノルド

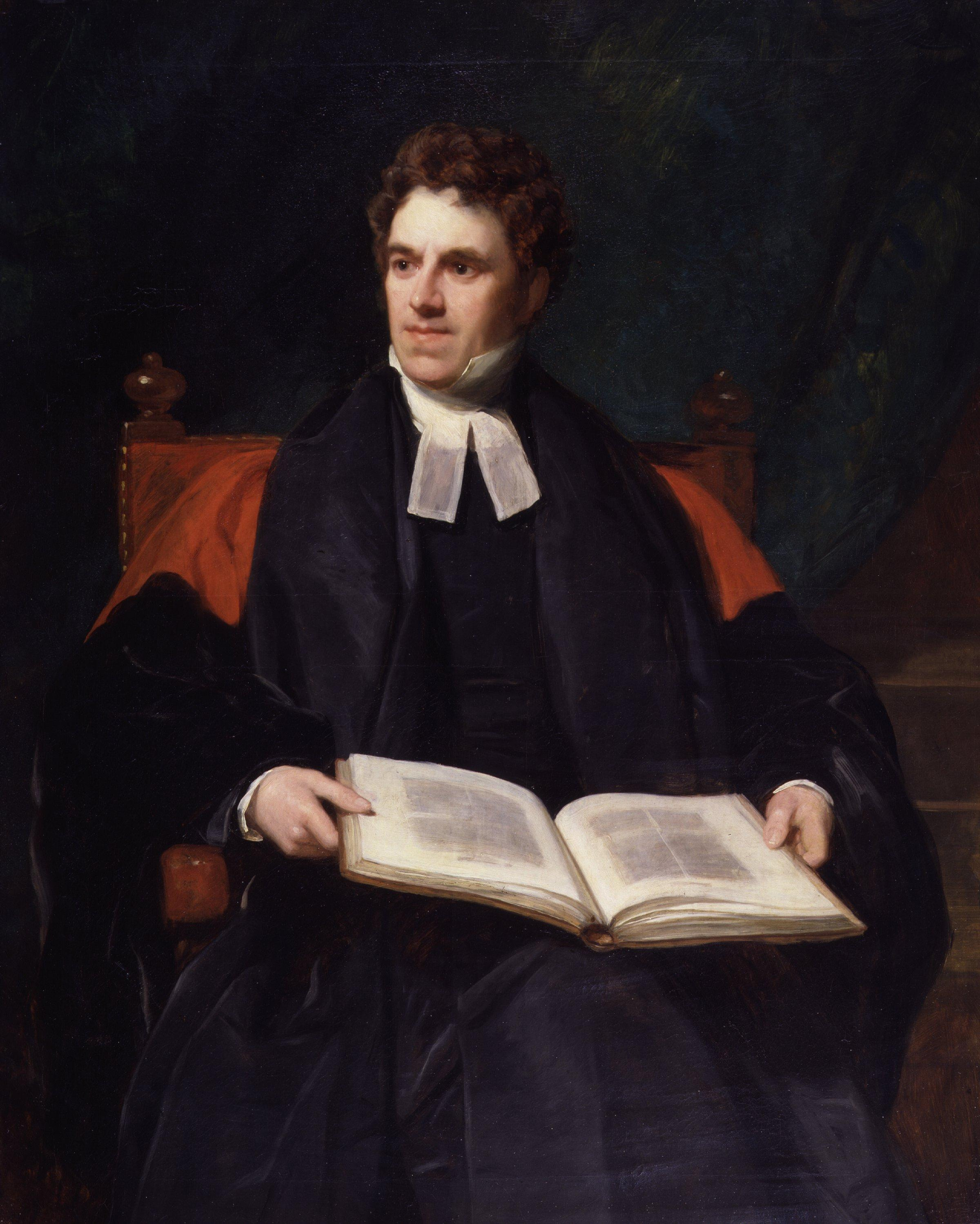
トーマス・アーノルド

トーマス・アーノルド（Thomas Arnold, 1795年6月13日 - 1842年6月12日）は、19世紀のイギリスの最も偉大な教育家、歴史家とされる人物。「ザ・ナイン」と言われる名門私立校のひとつラグビースクールの校長として、イギリスのエリート養成機関であるパブリック・スクールの教育を刷新した。学業だけではなく人間の総合的な発達を理想とし、他校のモデルとなったラグビースクールのハウス制（寄宿が学校と提携して総合的教育を提供する場）の基本を作った。アーノルド在任中の1823年に、同校からラグビー競技が発祥した。息子にマシュー・アーノルド（詩人）。曾孫にジュリアン・ハクスリー、オルダス・ハクスリー、アンドリュー・ハクスリーなどがいる。

## 幼少期と教育
アーノルドは、税関職員のウィリアム・アーノルドとその妻マーサ・デラフィールドの息子であるワイト島で生まれた。ウィリアム・アーノルドは、ローストフト出身のジェントリーのアーノルド家と関係があった。
トーマスはウォーミンスターのグラマースクールで学んだ後、ウィンチェスター・カレッジに進み、オックスフォード大学のコーパスクリスティ・カレッジに学んだ。彼は古典学に優れ、1815年にオリオルカレッジのフェローになった。彼はラグビースクールに移る前に、ラレハム・スクールの校長になっている。

## 教育者としてのキャリア

### ラグビースクール
アーノルドは、数年間、家庭教師の仕事をした後、1828年にラグビースクールの校長に任命された。彼の就任後、学校の運命は好転した。彼の性格と宗教的熱意の力により、彼はこの学校を他のパブリック・スクールのモデルにし、イギリスの教育システムに強い影響を与えることができた。彼は歴史、数学、近代語をカリキュラムに導入したが、彼の教育は古典語に重きをおいていた。「私は、この事件に対する私のすべての見解の基礎として、公立学校の男子は、いかなる状況においても、フランス語を上手に話したり発音したりすることを学ぶことは決してないだろう」という彼の見解により、「文法的に死語」ということでフランス語は外され、物理学は「学校のカリキュラムで主要な位置を占めるか、完全に除外されなければならない」ため、教えられなかった。アーノルドはまた、彼のキリスト教の理想主義から、物理科学の唯物論的傾向に反対した。彼は、「息子の頭の中では物理学を第一に考えるのではなく、太陽が地球を一周し、星は真っ青な大空に設定された非常に多くのスパンコールであると思っていて欲しいと思う。キリスト教徒とイギリス人が勉強するのに必要なことの一つは、キリスト教と道徳的、政治哲学なのだから」と書いている。アーノルドは、シックス・フォーム(中等学校の卒業生で大学進学希望者が進む3年コースの課程)の生徒が学校のすべての部分を統治し（自分で慎重に管理）、施設の秩序を維持するという監督生（praepostor）システムを開発した。トマス・ヒューズによる小説、「トム・ブラウンの学校生活(1857年)」は、「心底からアーノルド校長を恐れ、天でも地でもそれ以外ほとんど何も考えず、キリストの教会よりも学校で私たちのことを多くを考えた」少年の世代を描いている。 「そしてラグビーの伝統と少年たちの大多数の意見は、少年たちの日常生活の中では、神の法則よりも上に置かれていた」。
アーノルドはスポーツの熱狂的なファンではありませんでした。スポーツは地元の少年との密猟や喧嘩沙汰の代替手段としてのみ許可され、1850年までラグビーのカリキュラムの一部にはならなかった。彼は教育目的としては、まず第一に心のケア(宗教教育)、次に道徳的発達、そして３番目に知的成長を置いた。しかし、これは、1886年に、ピエール・ド・クーベルタン男爵が、ラグビーを含む英国のパブリック・スクールを訪れたときに彼が、トマス・アーノルドを組織的なスポーツの父と称賛するのに妨げとはならなかった。学校の礼拝堂でアーノルドの墓を見たとき、彼は突然、自分は、「大英帝国のまさに礎石」を見ているような気がしたと述べている。
クーベルタンは、トーマス・アーノルドを「スポーツの騎士道の創設者の一人」と見なしたことで、スポーツの重要性を誇張したと考えられている。クーベルタンが非常に感銘を受けたスポーツの性格改革の影響は、アーノルド自身の考えというよりも、小説の「トム・ブラウンの学生生活」に端を発している可能性のほうが高いといわれる。
「英国の教育者のリーダーであり古典的なモデルであるトーマス・アーノルドは、教育における陸上競技の役割の正確な公式を与えた。その解はすぐに得られた。イギリス中に競技場が出現したのだ」とクーベルタンは書いている。

### オックスフォード大学
アーノルドは、教育的および宗教的な数多くの論争に巻き込まれた。教会員として、彼は決定的なエラスムス主義者であり、高教会派には強く反対した。彼の1833年の教会改革の原則は、広教会運動の始まりに関連している。1841年、彼はオックスフォード大学の欽定教授に任命された。

## 作品
アーノルドの主な文学作品は、彼の未完成の「ローマの歴史」（3巻、1838〜 1842年）と近代史に関する講義である。はるかに頻繁に読まれたのは、彼の5冊の説教本で、ビクトリア女王を含む幅広い信心深い読者から賞賛された
。

## 家族
アーノルドは、コーンウォールのペンリンのジョン・ペンローズ牧師の娘であるメアリー・ペンローズと結婚した。彼らには、詩人のマシュー・アーノルド、文学者のトム・アーノルド、作家のウィリアム・デラフィールド・アーノルド、学校の視学官エドワード・ペンローズ・アーノルドを含む5人の娘と5人の息子がいた。
1人の娘は、乳児期に早逝。長女のジェーン・マーサはウィリアム・エドワード・フォースターと結婚し、ウィリアム・デラフィールド・アーノルドが1859年に亡くなり、4人の孤児を残したとき、フォースターは彼らを自分たちの子として引き取り、子供の姓に自分の名前を付け加えた。そのうちの1人が、自由統一党のヒュー・オークリー・アーノルド・フォースターである。その後、アーサー・バルフォアの内閣のメンバーになった 。もう一人の子供は、アイルランドに住んでいた日記の書き手、慈善家、職人のフローレンス・ヴェア・オブライエンである。末娘のフランシス・ブンセン・トレベネン・ワットリー・アーノルドは、未婚のまま1923年にフォックス・ハウで亡くなった。
アーノルドは、1932年に湖水地方のアンブルサイド近くフォックスハウに、わずかばかりの不動産購入し、そこで休日の多くを過ごした。彼は、1842年6月12日、彼は47歳の誕生日の前日に、「彼の活躍の絶頂期に」心臓発作で突然亡くなった。彼はラグビー・スクールの礼拝堂に埋葬されている。
トーマス・ザ・ヤンガーの娘メアリー・オーガスタ・アーノルドは、結婚後のハンフリー・ワードという名で有名な小説家になり、もう一人の娘、ジュリアは、トーマス・ハクスリーの息子であるレナード・ハクスリーと結婚した。彼らの息子はジュリアン・ハクスリーとオルダス・ハクスリーである。ジュリア・アーノルドは1902年に、サリー州ゴダルミングで、女子のためのブリアフィールドスクールを設立した。

## 著作
- The Christian Duty of Granting the Claims of the Roman Catholics (pamphlet) Rugby, 1828
- Sermons Preached in the Chapel of Rugby School, London: Fellowes, 1850 (first edition, 1832)
- Principles of Church Reform, Oxford: Fellowes,1833
- History of Rome, London: Fellowes, 1838
- Introductory Lectures on Modern History, London: Longmans, Green & Co, 1842
- Sermons: Christian Life, its Hopes, Fears and Close, London: Fellowes, 1842
- Sermons: Christian Life, its Course, London: Fellowes, 1844
- As translator: The History of the Peloponnesian War by Thucydides, (3 vols.) London: Fellowes, 1845
- The Interpretation of Scripture, London: Fellowes, 1845

## 伝記
- リットン・ストレイチー『ヴィクトリア朝偉人伝』（中野康司訳、みすず書房）
- ストレイチー『ナイティンゲール伝、アーノルド博士伝』（橋口稔訳、岩波文庫）、抜粋版